# مارتین روسته
خوان پابلو مارتین روسِـته (اسپانیایی: Martin Rosete‎؛ زادهٔ ۱۹۸۰) کارگردان فیلم اهل اسپانیا است.
از فیلم‌ها یا مجموعه‌های تلویزیونی که وی در آن‌ها نقش داشته‌است می‌توان به پول اشاره نمود.